# Proteína de soya

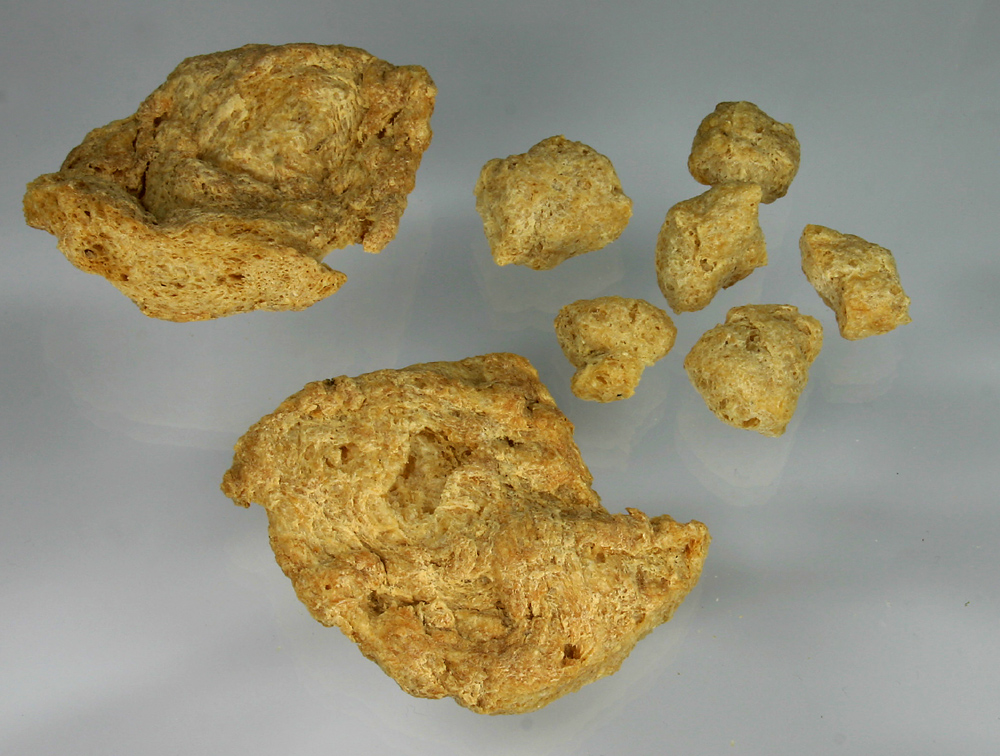
Soja texturizada.

La proteína de soya o proteína de soja  es la proteína de almacenaje contenida en partículas discretas llamadas cuerpos proteicos, que se estiman contienen al menos el 75-80% del total de proteínas de la soja. Entre sus usos, se destaca como alimento.

## Historia
La proteína de soja (90% de proteína N×6,25 sobre una base libre de humedad) se obtiene desde 1936 por sus propiedades funcionales. Ese año, el químico orgánico Percy Lavon Julian diseñó la primera planta para el aislamiento industrial de proteína de soja. El principal uso de la proteína industrial sigue siendo el recubrimiento de papel, donde actúa como aglutinante de pigmentos. Sin embargo, la planta de Julian también debe haber sido la fuente de la «proteína aislada de soja» que Robert Boyer y Frank Calvert de Ford hilaron para obtener la seda artificial con la que se confeccionó el  traje que Henry Ford vestía en ocasiones especiales. La producción diaria de cuarenta toneladas de proteína aislada de soja que la planta mantuvo hizo a la Soya Products Division el departamento más rentable de Glidden.
Durante la Segunda Guerra Mundial Percy Lavon Julian concibió la espuma de proteína de soja «Aero-Foam», usada como extintor por la Armada de los Estados Unidos. Cuando una proteína aislada de soja hidrolizada se añadía a una corriente de agua, la mezcla se convertía en espuma gracias a una boquilla aireadora. La espuma de proteína de soja se usaba para sofocar incendios de petróleo y gasolina a bordo de barcos, lo que era especialmente útil en portaaviones.
La proteína aislada de soja para consumo humano estuvo disponible por primera vez el 2 de octubre de 1959 con la dedicación de las instalaciones de producción de Central Soya en el polígono industrial de Glidden Company en Chicago al aislado de soja comestible, el Promine D. En 1960 también empezó la producción la compañía Ralston Purina de Saint Louis (Illionis), que había contrata a Boyer y Calvert. En 1987 PTI se convirtió en el productor líder mundial de proteína aislada de soja.

## Obtención

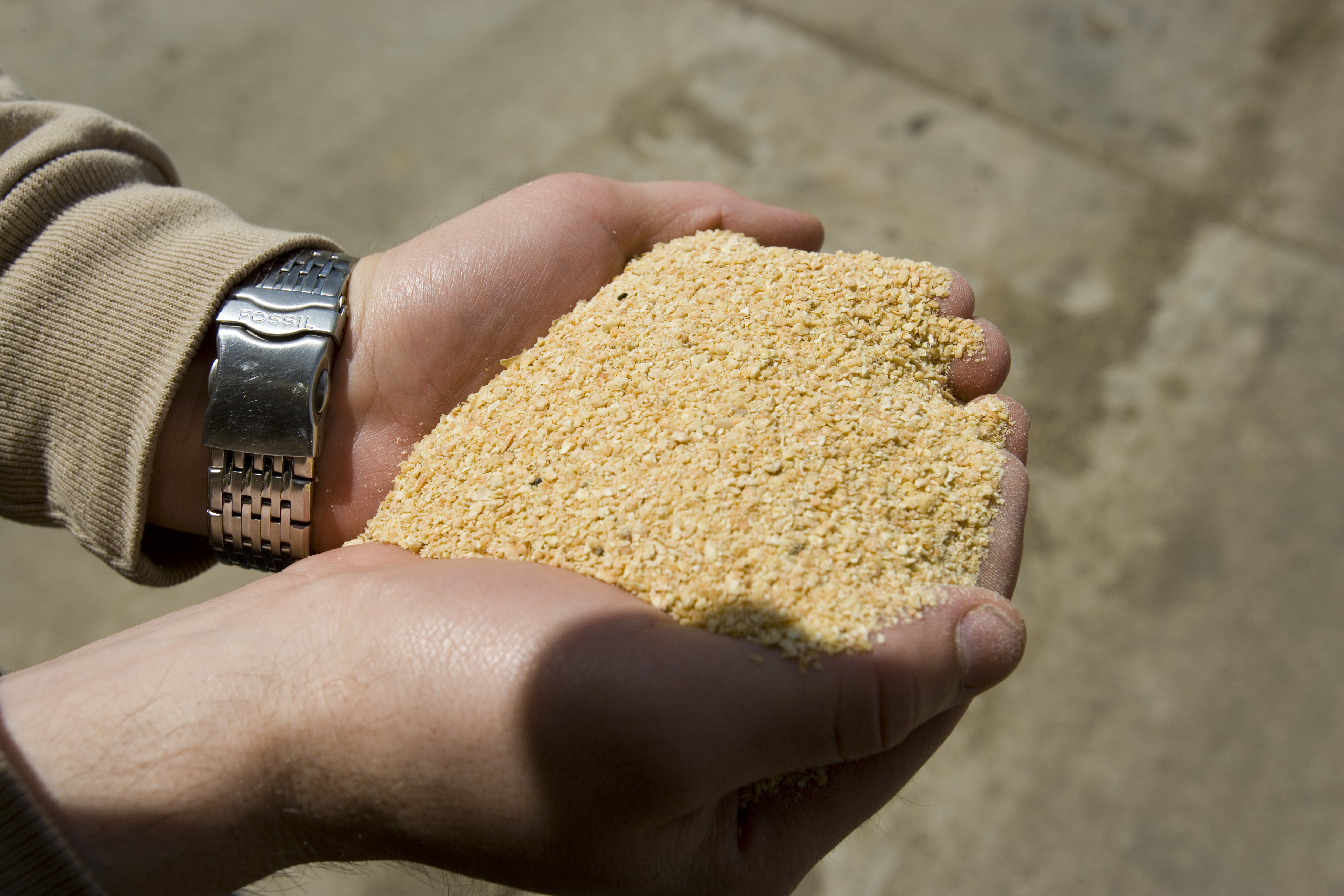
Harina de soja: Base para la fabricación de la proteína de soja

Tras la germinación de la soja, la proteína será digerida por la planta y los aminoácidos liberados serán transportados a las partes de la plánta en crecimiento. Las proteínas de legumbres como la soja pertenecen a la familia de las globulinas almacenadas en semillas llamadas leguminas (11S) o vicilinas (7S), o glicinina y beta-conglicinina en la soja. Los granos contienen un tercer tipo de proteína de almacenaje llamada gluten o «prolaminas». La soja también contiene proteínas biológicamente activas o metabólicas, como enzimas, inhibidores de tripsina, hemaglutininas y cisteína proteasas. Las proteínas de almacenaje de los cotiledones de soja, importantes para la nutrición humana, pueden extraerse de la forma más eficiente con agua, agua con álcali diluido (pH 7-9) o soluciones acuosas de cloruro sódico (0,5-2 M) a partir de soja descascarillada y desgrasada sometida a un tratamiento mínimo de calor, de forma que la proteína permanezca en un estado casi natural. La soja se procesa para obtener tres tipos de productos ricos en proteínas: harina de soja, soja concentrada y aislado de soja.

## Usos alimenticios
La proteína de soja se usa en variedad de comidas como aliños de ensalada, sopas, sustituto de la carne picada (por lo que se le conoce como "carne vegetal"), bebidas en polvo, quesos, nata no láctea, postres congelados, sustituto de la crema batida, panes, cereales para desayuno, pasta.    Además en preparados nutricionales especializados como: fórmulas infantiles, módulos de proteína de origen vegetal y también como uno de los componentes de la comida para mascotas.

## Usos industriales
La proteína de soja se usa para emulsionar y dar textura. Entre sus aplicaciones específicas se encuentran adhesivos, asfaltos, resinas, materiales de limpieza, cosméticos, tinta, cueros sintéticos, pinturas, recubrimientos de papel, pesticidas y fungicidas, plásticos, poliésteres y fibras textiles.

## Tipos de productos

### Aislados
La proteína aislada de soja es una forma altamente refinada  de proteína de soja con un contenido proteico mínimo del 90% sobre una base libre de humedad. Se elabora a partir de harina de soja desgrasada, a la que se elimina la mayor parte de sus componentes no-proteicos, grasas y carbohidratos. Debido a esto, tiene un sabor neutral y provoca menos gases debido a flatulencia bacteriana.
Los aislados de soja se usan principalmente para mejorar la textura de los productos cárnicos, pero también para incrementar el contenido proteico, mejorar el sabor y como emulgente.
La proteína aislada de soja tiene poco contenido graso cuando se compara con fuentes animales de proteína, es por eso que la FDA, con sustento en varios estudios clínicos ha concluido que el consumo diario de 25g de proteína de soja, incluida en una dieta baja en grasa saturada y colesterol, puede disminuir la enfermedad cardíaca coronaria debido a la reducción de niveles de colesterol en sangre .  Aparte, desde el 2004 se está examinando los efectos sobre la salud de la toxina furano presente en la proteína aislada de soja así como en alimentos de uso diario como café, pan, conservas de carne, caseinato de sodio, caramelo, etc., no existiendo hasta el momento ninguna restricción en los mencionados alimentos.
La proteína aislada de soja pura se usa primordialmente en la industria alimentaria y en la división nutricional de la industria farmacéutica, como componente proteico de fórmulas infantiles utilizadas en diarrea, alergia a la proteína de la leche de vaca o intolerancia a la lactosa y como componente fundamental de módulos de proteína de origen vegetal. El expendio se lo realiza en farmacias, tiendas de alimentos dietéticos, de especialidad o productos naturales y supermercados.

### Concentrados
La proteína de soja concentrada contiene sobre un 70% de proteína y es básicamente la semilla de soja sin los carbohidratos solubles en agua. Se obtiene eliminando parte de los carbohidratos (azúcares) de las semillas descascarilladas y desgrasadas.
La proteína de soja concentrada contiene la mayoría de la fibra presente originalmente en las semillas de soja. Se usa ampliamente como ingrediente funcional o nutricional en una amplia variedad de productos alimenticios, principalmente en comidas precocinadas, cereales de desayuno y en algunos productos cárnicos. La proteína de soja concentrada se emplean en los productos cárnicos y avícolas para incrementar la retención de agua y grasa y mejorar los valores nutricionales (más proteínas, menos grasas).
Los concentrados de proteína de soja se comercializan en diferentes formatos: gránulos, harina y polvo seco. Debido a que son muy digeribles, resultan adecuados para niños, mujeres embarazadas y en periodo de lactancia, y ancianos. También se usan en comida para mascotas, sustitutos de la leche para terneros y cerdos, e incluso para algunas aplicaciones no alimentarias.

### Harinas
La harina de soja se fabrica triturando semillas de soja hasta obtener un polvo fino. Se presenta en tres formas: natural o con toda la grasa (contiene aceites naturales), desgrasada (se retiran los aceites) con un 50% de contenido proteico y solubilidad en agua alta o baja, y lecitinada (se añade lecitina). Al no tener la harina de soja gluten, los panes fermentados con levadura elaborados con ella son de textura densa.
La arena de soja es parecida a la harina salvo en que las semillas de soja han sido tostadas y partidas en trozos gruesos

## Beneficios comprobados en estudios clínicos
La FDA concluyó que la proteína de Soya (25g diarios sustituyendo proteína animal) e incluida en una dieta baja en grasa saturada y colesterol puede reducir el riesgo de Enfermedad Cardíaca Coronaria (CHD) bajando niveles de colesterol de la sangre.
Según un estudio del año 2016 por cada incremento de tres por ciento de proteína vegetal en una dieta, el riesgo de muerte disminuyó 10 % y el riesgo de muerte cardiovascular disminuyó 12 %.
Según estudio de Sucharita, S., et al., del año 2017 la soya puede ser una mejor fuente de proteínas para aquellos con mayor riesgo de desarrollar diabetes. Como fuente de proteína de alta calidad que es baja en grasas, grasas saturadas y sin colesterol, la proteína de soya puede mejorar los patrones dietéticos que podrían afectar el desarrollo de diabetes tipo 2 y síndrome metabólico.
Evaluar la relación entre la suplementación con proteína de soya y los índices clínicos de la Diabetes Mellitus tipo 2 (DMT2) y el Síndrome Metabólico (SM) mediante un metaanálisis de ensayos clínicos controlados.
La reducción de fibrosis renal, posiblemente sucede a través de una reducción en la señalización de TGF-β. También hay datos que sugieren que la Soya mejora los mecanismos de defensa oxidante en el riñón.
Los estudios han demostrado que a largo plazo el consumo de proteína de soya puede reducir el deterioro de la función glomerular y la proteinuria comparado con las proteínas de origen animal. Las razones para esto siguen sin dilucidarse y pueden estar relacionadas con elevaciones de perfiles de aminoácidos seleccionados y / o micronutrientes asociados con proteínas de soya frente a proteínas derivadas de animales.
Este análisis se centró en la revista científica European Journal of Clinical  del año 2014 indica que la ingesta de proteína de soya redujo significativamente la creatinina sérica (SCR P=0.012) y la concentración de fósforo sérico ( P 0.00) y en efecto reductor en los TG séricos 95% CI: -0.396, - 0.051 mmol/l; P=0.011.
La soya en la dieta se asoció con disminución significativa de la creatinina sérica, el fósforo en suero, CRP (proteína C reactiva) y la proteinuria en el subgrupo de prediálisis.
La excreción urinaria de albúmina se redujo con el consumo de proteína de soya (-20,3 mg / g, P <0,0001), pero se incrementó con el consumo de caseína (16.29 mg / g, P = 0,0020).
El consumo de proteína aislada de soya afecta positivamente los marcadores de riesgo cardiovascular y renal en pacientes diabéticos tipo 2 con nefropatía.[cita requerida]
1. La soya ayuda en la pérdida de peso y en las mejoras en la composición corporal durante una intervención.

1. Las mejoras se pueden mantener a través del mantenimiento del peso y el apoyo de los objetivos de peso después de que la intervención haya concluido.[cita requerida]

La suplementación diaria de proteína de soya previene el aumento de la cantidad subcutánea y total de grasa abdominal observada con un placebo de caseína isocalórica en mujeres postmenopáusicas.
El consumo diario de 10g de proteína de soya por 3 meses, combinada con ejercicio, aumentó significativamente la fuerza en mujeres, aumentó masa muscular en hombres y mujeres y disminuyó tanto la grasa abdominal como la visceral.
Comparar la incidencia de complicaciones gastrointestinales de dos fórmulas de nutrición enteral (NE) con distinta fuente proteica (caseína y proteína aislada de soya) en ancianos hospitalizados.